# Elecciones municipales de Azogues de 2014
Las elecciones municipales de Azogues de 2014 se refieren al proceso electoral que tomó lugar el 23 de febrero de dicho año con el fin de designar a las autoridades locales para el período 2014-2019. Se eligió un alcalde y 7 concejales (cuatro por el distrito urbano y tres por el distrito rural). Resultó ganador de esta elección el candidato por el Movimiento Creando Oportunidades (CREO), Javier Virgilio Saquicela Espinoza.

## Preparación
El Consejo Nacional Electoral definió el calendario electoral para las seccionales de 2014, que finalmente fueron desarrolladas el 23 de febrero de 2014. Además, en esta ocasión, el alcalde y los concejales fueron elegidos para un período de cuatro años y mediante la utilización del método de distribución de escaños D'Hondt.

## Candidatos
| Lista | Logo | Partido / Movimiento                             | Candidato                       | Cargos Previos                                                        | Ref.  |
| ----- | ---- | ------------------------------------------------ | ------------------------------- | --------------------------------------------------------------------- | ----- |
| 8     |      | Partido Político Avanza                          | Diego Romeo Ormaza Andrade      | Prefecto de Cañar (2000-2009)                                         |       |
| 15    |      | Movimiento Popular Democrático                   | Carlos Romero Sacoto            | Jefe de Líneas Energizadas/Empresa Eléctrica de Azogues               | [ 1 ] |
| 17    |      | Partido Socialista Ecuatoriano                   | Eugenio Morocho Quinteros       | Alcalde de Azogues (desde 2009)                                       |       |
| 18    |      | Movimiento de Unidad Plurinacional Pachakutik    | Hernán Bolívar Coronel Pesantez | Contratista Corporación Eléctrica del Ecuador (CELEC EP) Hidroazogues | [ 2 ] |
| 21    |      | Movimiento Creando Oportunidades                 | Virgilio Saquicela Espinoza     | Concejal de Azogues (2005-2009)                                       |       |
| 23    |      | Partido Sociedad Unida Más Acción                | Fernando Romo Carpio            | Asambleísta por Cañar (2009-2013)                                     |       |
| 35    |      | Movimiento Alianza PAIS-Patria Altiva i Soberana | Bertha Molina Loyola            | Gobernadora de Cañar (2012-2014)                                      | [ 3 ] |

## Resultados

### Alcaldía
| Lista | Partido / Movimiento                             | Candidato                          | Votos | %      |
| ----- | ------------------------------------------------ | ---------------------------------- | ----- | ------ |
| 8     | Partido Político Avanza                          | Diego Romeo Ormaza Andrade         | 7135  | 16,76% |
| 15    | Movimiento Popular Democrático                   | Carlos Benigno Romero Sacoto       | 1776  | 4,17%  |
| 17    | Partido Socialista Ecuatoriano                   | Manuel Eugenio Morocho Quinteros   | 7185  | 16,88% |
| 18    | Movimiento de Unidad Plurinacional Pachakutik    | Hernán Bolívar Coronel Pesantez    | 2365  | 5,55%  |
| 21    | Movimiento Creando Oportunidades                 | Javier Virgilio Saquicela Espinoza | 12750 | 29,95% |
| 23    | Partido Sociedad Unida Más Acción                | Wilson Fernando Romo Carpio        | 1671  | 3,92%  |
| 35    | Movimiento Alianza PAIS-Patria Altiva i Soberana | Bertha Elizabeth Molina Loyola     | 9694  | 22,77% |

### Nomina de Concejales Electos

#### Distrito Urbano
| Partido / Movimiento                             | Candidato                        |
| ------------------------------------------------ | -------------------------------- |
| Movimiento Alianza PAIS-Patria Altiva i Soberana | Víctor Geovanny Naula Beltrán    |
| Movimiento Alianza PAIS-Patria Altiva i Soberana | Martha Maclovia Palacios Luna    |
| Movimiento CREO                                  | Juan Diego Sigüenza Rojas        |
| Partido Socialista Ecuatoriano                   | Segundo Javier Serrano Cayamcela |

#### Distrito Rural
| Partido / Movimiento                             | Candidato                        |
| ------------------------------------------------ | -------------------------------- |
| Movimiento Alianza PAIS-Patria Altiva i Soberana | Gabriel Alonso Crespo Santacruz  |
| Movimiento Alianza PAIS-Patria Altiva i Soberana | Gloria Janeth Sanmartín González |
| Partido Político Avanza                          | Rene Enrique Cabrera Sinche      |